# Широцький Костянтин Віталійович
Костянти́н Віта́лійович Широ́цький (Кость Широцький або Шероцький, псевдонім К.Ладиженко) (26 травня (7 червня) 1886, Вільшанка-Бершадська, Ольгопільський повіт, Подільська губернія, Російська імперія, (нині с. Покровське, Голованівський район, Кіровоградська область, Україна) — 13 вересня 1919, с. Білоусівка, Подільська губернія, УНР (нині Тульчинський район, Вінницька область, Україна) — український мистецтвознавець, фольклорист, політичний та громадський діяч.

## Життєпис
Народився у родині священника Віталія Широцького, який на той час служив настоятелем Свято-Покровської церкви у селі Вільшанка Бершадська, поштова станція Хащувата (це зафіксовано в Адрес-календарі 1885 року) на Поділлі.
Навчався в сільській церковнопарафіяльній школі в с. Вільшанка-Бершадська (нині село Покровське Голованівського району Кіровоградської області). Приміщення школи збереглося, тепер на ньому меморіальна дошка, присвячена видатному земляку професору Кості Широцькому. Продовжив навчання у Тульчинському духовному училищі (1986—1900); Подільській духовній семінарії (1900—1906), Кам'янець-Подільській мистецько-промисловій школі (1905—1906) і Новочеркаській духовній семінарії в Росії (1906). Вищу освіту здобув у Санкт-Петербурзькому університеті (1906—1912) та Археологічному інституті (1910—1911).
У 1915 році здобуває магістерське звання. У наукових колах Широцького починають визнавати, як фахового спеціаліста з історії культури України. Протягом наступних двох років викладає як приват-доцент на кафедрі історії та теорії мистецтва у Петербурзькому університеті (1915—1917), де він читав курс лекцій з історії стародавнього київського й галицького мистецтва. Також, за допомогою лекцій у нелегальному українському університеті «Наша школа» (Петроград, 1914—1915), пропагував серед молоді регіональну історію та культурні надбання української нації.
Поширював українізацію на теренах України, викладаючи історію українського мистецтва XIII—XV ст. на кафедрі історії мистецтва історико-філологічного факультету Українського народного університету в Києві (1917—1918). Згодом йому запропонували посаду виконувача обов'язків екстраординарного професора на кафедрі історії українського мистецтва в Кам'янець-Подільському українському університеті, де він пропрацював два останні роки свого життя (1918—1919).

## Етнографічна діяльність
Костя Широцького визначають як одного з фундаторів дослідження регіональної історії, краєзнавства, вивчення окремих історичних подій і археології теренів України.
Погляди дослідника щодо історичного минулого Поділля, Київщини, Галичини, Буковини, Прикарпаття й Закарпаття висвітлюється у таких його працях, як: «Минуле Подільської землі», «Кіевъ», «Буковина („Зелена Русь“) и ея прошлое. Историко-географический очеркъ», «Иллюстрированная история Галичины въ краткихъ очеркахъ», «Мистецтво у Східній Галіції», «Краткая история Галицкого княжества», «Прошлое Буковини», «Прошлое Угорской Руси». Крім цього, Костянтин Віталійович мав власне особливе трактування щодо діяльності гайдамацького ватажка Сави Чалого, причин виникнення гайдамацького руху в 1768 р., відносин Венеції з українським гетьманом Б.Хмельницьким у 1650 р., окремих аспектів декабристського руху в Україні, незаконної русифікації українського духовенства, наслідків Переяславської Ради 1654 р. для України тощо. Також він здійснив вагомий внесок у дослідження історії походження національних кольорів і державної символіки, українського друкарства, книговидавництва, книготоргівлі й розвитку діяльності вітчизняних музеїв.
Фольклорист мав відношення до проведення археологічних досліджень Дністровського Пониззя, зокрема, Бакоти, скіфських й слов'янських городищ біля с. Немирів Брацлавського повіту і у с. Ташлик Гайсинського повіту на Поділлі, новознайдених стародавніх печер з похованнями у Києві та розкопок на території Десятинної церкви тощо. Своїми оригінальними працями з регіональної історії та краєзнавства він збагачував українську історичну літературу, готував ґрунт для подальшого поглиблення вітчизняної історичної науки, тому й вважався провідним істориком-краєзнавцем.
Значний інтерес для сучасних фольклористів має поданий К.Широцьким у праці "Подольскія «колядки» и «щедрівки» аналіз історичного змісту, записаних ним подільських колядок та щедрівок. Окреме місце присвячене детальній характеристиці етнологічних наукових досліджень ученого щодо народних повір'їв про усі дні тижня у його праці «Народныя поверія о буднихъ дняхъ недели и празднованіе этихъ дней простымъ народомъ».
У своїх народознавчих дослідженнях Кость Широцький намагався узагальнити традиційно-побутову культуру українського народу, як систему духовної і матеріальної культури, одночасно формуючись як учений етнограф. Він здійснив систематизацію й класифікацію самобутніх орнаментальних мотивів писанок, вишивок, пасік і кахлів, колядок та щедрівок, народних звичаїв та повір'їв. Джерельна цінність його праць дозволяє вважати К.Широцького непересічним українським істориком-краєзнавцем і етнографом.

## Праці
Серед великого числа мистецтвознавчих студій кілька присвячених Тарасові Шевченку:
- «Деякі портрети, роблені Т. Шевченком» (1911),
- «К. Брюлов і Т. Шевченко» (1913),
- «Гравюри Т. Шевченка», «Карикатури Т. Шевченка», «Портретні твори Т. Шевченка», «Шевченко художник», «Т. Шевченко як ілюстратор» (усі 1914).

Крім того, статті «Український художник Тропінін» і «Дещо з української творчості артиста-маляра Тропініна», «Життя і діяльність Григорія Кириловича Левицького» (1914); студія «Очерки по истории декоративного искусства Украины. 1. Художественное убранство дома в прошлом и настоящем» (К. 1914) тощо.
Фольклористичні та етнографічні праці:
- «Минуле Подільської землі»;
- «Кіевъ»;
- «Буковина („Зелена Русь“) и ея прошлое. Историко-географический очеркъ»;
- «Иллюстрированная история Галичины въ краткихъ очеркахъ»;
- «Мистецтво у Східній Галіції»;
- «Краткая история Галицкого княжества»;
- «Прошлое Буковини»;
- «Прошлое Угорской Руси»
- Широцький, К. Старовинне мистецтво на Україні / К. Широцький. — Київ: Криниця, 1918. — 23 с. [Архівовано 20 липня 2018 у Wayback Machine.]
- Очерки по истории декоративного искусства Украины / К. Шероцкий. — Киев: Тип. «С. В. Кульженко», 1914. — 141 с. 84 рис. [Архівовано 21 лютого 2019 у Wayback Machine.]

## Пам'ять
Костя Широцького вшановують в селі Покровське Голованівського району Кіровоградської області, де він народився: на старому приміщенні школи встановлено меморіальну дошку. У Білоусівці створено музей, присвячений земляку.
На честь нього названі вулиця та провулок у Вінниці та вулиця в Тульчині.